# Miroculis
Miroculis is een geslacht van haften (Ephemeroptera) uit de familie Leptophlebiidae.

## Soorten
Het geslacht Miroculis omvat de volgende soorten:
- Miroculis amazonicus
- Miroculis bicoloratus
- Miroculis brasiliensis
- Miroculis caparaoensis
- Miroculis chiribiquete
- Miroculis colombiensis
- Miroculis duckensis
- Miroculis fittkaui
- Miroculis froehlichi
- Miroculis marauiae
- Miroculis mourei
- Miroculis nebulosus
- Miroculis rossi
- Miroculis wandae